# Football Club Lorient Bretagne Sud
El Football Club Lorient Bretagne Sud és un club de futbol francès de la ciutat d'An Oriant (Lorient en francès), a la Bretanya.

## Història
El Lorient es va fundar el 2 d'abril de 1926 amb el nom de Football Club Lorientais. Comença a tercera divisió, i progressa a la Division d'Honneur el 1929.
L'equip bretó es convertí en professional el 1995, tot i que ja ho havia estat durant els períodes 1967-1977 i 1988-1991. Durant la temporada 1998/99 el Lorient va debutar a la primera categoria del futbol francès i el 2002 l'equip bretó va guanyar el seu primer títol oficial, la Copa de França, la primera de la seva història.

## Palmarès
- Copa francesa de futbol: 2002
- Campionat de tercera divisió : 1995
- Campionat Division 3 (Oest) : 1985, 1987, 1989, 1992
- Campionat Division d'Honneur (Oest) : 1932, 1936, 1957, 1983
- Campionat Coupe de l'Ouest : 1960, 1970 (equip reserva), 1982

## Futbolistes destacats
- Fabrice Abriel
- Morgan Amalfitano
- Michaël Ciani
- Jean-Claude Darcheville
- Kevin Gameiro
- André-Pierre Gignac
- Ludovic Giuly
- Yoann Gourcuff
- Jocelyn Gourvennec
- Christophe Jallet
- Laurent Koscielny
- Patrice Loko
- Steve Marlet
- Jérémy Morel
- Arnold Mvuemba
- Stéphane Pédron
- Marama Vahirua
- Ali Bouafia
- Yazid Mansouri
- Moussa Saïb
- Rafik Saïfi
- Karim Ziani
- Franco Sosa
- Pascal Feindouno
- Tchiressoua Guel
- Bakari Koné
- André Ayew
- Seydou Keita
- Alaixys Romao

## Entrenadors
- Jean Snella 1946-1948
- Marcel Lisiero 1948-1951
- Robert Hennequin 1951-1952
- Georges Girot 1952-1959
- Antoine Cuissard 1959
- Lucien Philipot 1960
- Daniel Carpentier 1961-1967
- Antoine Cuissard 1967-1969
- Yves Boutet 1969
- Émile Rummelhardt 1969-1971
- André Mori 1971-1972
- Jean Vincent 1972-1976
- Louis Hon 1976-1978
- Paul Le Bellec 1978-1979
- Bernard Goueffic 1979-1981
- Louis Legadec 1981-1982
- Christian Gourcuff 1982-1986
- Michel Le Calloch 1986-March 1988
- Alain Thiboult Març 1988-1990
- Patrick Le Pollotec 1990-1991
- Christian Gourcuff 1991-2001
- Angel Marcos 2001- Gener 2002
- Yvon Pouliquen Gener 2002-2003
- Christian Gourcuff 2003- Maig 2015[2][3]
- Sylvain Ripoll 2015-